# Spice (single)
Spice is een single van de Japanse groep Perfume en afkomstig van hun derde studioalbum, JPN (2011).

## Geschiedenis
De single verscheen op 2 november 2011 als vijfde en laatste single van het album. Hij werd geschreven en gecomponeerd door Yasutaka Nakata. Op de B-kant staat het nummer Glitter. Spice werd in Europa en Oceanië uitgebracht op 19 juni 2013 en in Noord-Amerika zes dagen later.

## Nummers
| Nr. | Titel                           | Duur |
| --- | ------------------------------- | ---- |
| 1.  | Spice (スパイス)                | 3:54 |
| 2.  | Glitter                         | 5:10 |
| 3.  | Spice (スパイス) (instrumental) | 3:54 |
| 4.  | Glitter (instrumental)          | 5:10 |

## Artiesten en medewerkers
- Ayano Ōmoto (Nochi) - zang
- Yuka Kashino (Kashiyuka) - zang
- Ayaka Nishiwaki (A~chan) - zang
- Yasutaka Nakata - compositie en productie
- Shimada Daisuke - videoregie